# Imlili
Imlili (àrab: امليلي, Imlīlī; amazic estàndard marroquí: ⵉⵎⵍⵉⵍⵉ, Imlili) és una vila i comuna rural de la província d'Oued Ed-Dahab, a la regió de Dakhla-Oued Ed-Dahab. A començament del segle XX era coneguda com El-Fadj o El-Fuj. Segons el cens de 2014 tenia una població total de 3.149 persones